# Wolfacher Fasnet
Die Stadt Wolfach im Schwarzwald gilt als eine der traditionsreichsten Hochburgen der schwäbisch-alemannischen Fastnacht. Denn nur in wenigen Orten findet man eine derartige Vielfalt fastnachtlichen Brauchtums.

## Ablauf der Wolfacher Fasnet
Nicht weniger als zwölf Umzüge ziehen während der Fastnachtstage durch Wolfach. Den Beginn der Straßenfastnacht markiert das „Fasnetusrufe“ am Mittwoch vor Aschermittwoch um 19 Uhr, bei dem das „schier siebentägige Fest“ eröffnet wird. Am Schmutzigen Donnerstag, Schellenmontag und Fastnachtsdienstag finden dann jeweils um 10:30 Uhr „Elfemessen“ statt. Das sind Umzüge, an denen neben den traditionellen Fasnetfiguren auch freie Gruppen teilnehmen, die lokale Ereignisse des vergangenen Jahres glossieren. Anschließend geht es zum närrischen Frühschoppen in eine der Wirtschaften. Seit 1993 treffen sich am Schmutzigen Donnerstag die Narren bereits um 9 Uhr beim Narrenbrunnen, um zur Schülerbefreiung in die Grund- und Hauptschule zu ziehen; anschließend geht es in einem kleinen Umzug gemeinsam zurück in die Stadt zur ersten Elfemess.
Kaffeetanten und Trommler ziehen nachmittags am Donnerstag, Samstag und Dienstag um die Stadt und treffen sich danach zu einer gemütlichen Kaffeerunde. Am Samstagabend veranstaltet die Narrenzunft den Zunftball in den Lokalen der Stadt.

### Wohlauf
Der Rosenmontag, der in Wolfach „Schellenmöntig“ [Schellemêndig] heißt, beginnt noch vor Sonnenanbruch mit dem Wohlauf, bei dem sich Hunderte weißgekleideter Narren vor dem Schlosstor zusammenfinden. Um Punkt 5:30 Uhr ertönt ein höllischer Krawall aus Hörnern, Pfeifen, Posaunen, Blechdeckeln, Stahlflaschen und Glocken. Auf einem Bett in der Mitte dieser lautstarken Versammlung befindet sich der mit einem Nachtgewand bekleidete Wohlaufsänger. Dieses Bett wird mit einem Karren durch die Stadt gezogen, welcher jeweils an den zwölf Stationen anhält, an denen früher der städtische Nachtwächter sein Lied anstimmte. Der Wohlaufsänger fängt an zu singen:
Wohlauf! Wohlauf! / Ihr Narre’ hört, vernehmt und wisst: / Der Narrotag erstanden ist. / Der Tag fängt an zu leuchten / De’ Narro wie de’ G’scheiten. / Der Narrotag, der nie versag’; / Wünsch alle’ Narro’ e’ guete Tag!
Der ursprüngliche Text, der bis Anfang der 1970er Jahre gesungen wurde, lautete:
Wohlauf! Wohlauf! / Im Namen des Herrn Entechrist [Antichrist] / Der Narrotag erschienen ist. / Der Tag fängt an zu leuchten / De’ Narre’ wie de’ G’scheiten, / Der Narrotag, der nie versag’ / Wünsch alle’ Narre’ e’ guete Tag! 
Der Gesang, der sich an allen Wegpunkten wiederholt, endet jeweils wieder in einem lautstarken Getöse der Narren.

### Weiterer Verlauf
Nachmittags stellen sich beim Festzug die Mitwirkenden des Festspiels vor, das auf einer Bühne vor dem Rathaus aufgeführt wird. Immer wieder wird dabei das Singspiel „Die Weibermühle von Tripstrill“ von Georg Anton Bredelin (1752–1814) zur Aufführung gebracht.
Am Fastnachtsdienstag ist nachmittags der große Kinderumzug mit anschließender Ausgabe von Würsten und Brezeln an die Kinder, danach der Kinderball und abends der Nasenzug, einer der Höhepunkte der Wolfacher Fasnet.
Als Abschluss findet am Aschermittwoch die Geldbeutelwäsche statt.

## Die Freie Narrenzunft Wolfach
Die Freie Narrenzunft Wolfach ist trotz ihres umfangreichen Programms kein eingetragener Verein. Jeder kann sich hier an der Fasnet im Rahmen des überlieferten Brauchtums nach Belieben beteiligen, ohne zuvor einem Verein beitreten oder einen Mitgliedsbeitrag zahlen zu müssen. Organisiert wird die Fasnet vom Kleinen Narrenrat, der aus dem Narrenvater und den Narrenräten besteht, die für jeweils ein bestimmtes Teilgebiet zuständig sind: Narrenvaterstellvertreter, Sekretarius (Schriftführer), 1. und 2. Säckelmeister (Kassier), 1. und 2. Kämmerer (Betreuer der Narrenkammer), Technikus, Organisator (Beschaffung von Materialien und Utensilien), Wirtschaftsorganisator (Bewirtung) und Festspielleiter. Einzelne Narrenräte übernehmen je nach Interesse manchmal auch Funktionen, die über ihre eigentliche Aufgabe hinausgehen. Gewählt wird das Gremium vom Großen Narrenrat, der sich aus den ehemaligen Narrenräten, verdienten, mit dem Wohlauforden ausgezeichneten Narren sowie den Obleuten der verschiedenen Gruppierungen innerhalb der Narrenzunft zusammensetzt. Er trifft sich jedes Jahr im Mai und Oktober, um die Arbeit des Kleinen Narrenrates zu bestätigen und zu kontrollieren. Die Beschlüsse werden in den Narrenversammlungen in der Vorfasnetzeit der Öffentlichkeit präsentiert.
Erstmals erwähnt wird die Narrenzunft im Jahre 1816. Sie ist Mitglied in der Vereinigung Schwäbisch-Alemannischer Narrenzünfte (VSAN).

## Die Wolfacher Fasnetgestalten

### Narrenhästräger mit Larven

#### Der gelb-blaue Schellenhansel

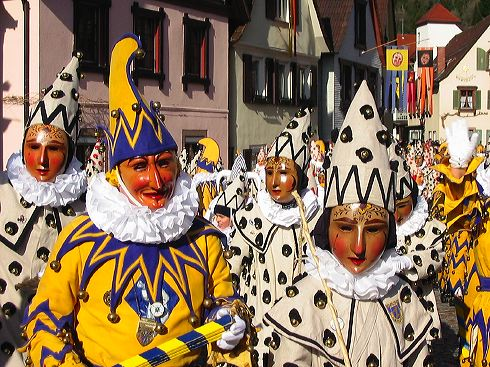
Gelb-blaue Schellenhansel und schwarze Röslehansel beim Umzug

1934 entstanden zwölf neue Schellenhansel, zwar in Anlehnung an historische Vorbilder, aber in den Wolfacher Stadtfarben Gelb und Blau. In Erinnerung an den alten Spättlehansel erhielten sie an den Ärmeln und Beinen jeweils drei Zackenreihen. Die Larve entstand nach einem Vorbild aus dem 18. Jahrhundert. Mit einer gelb-blau gestreiften hölzernen Pritsche verteilt der Schellenhansel seine gut gemeinten Schläge. Den Rücken des Hansels ziert ein großes „W“, die Brust ein auf einer blauen Raute gemalter Wohlaufmaa mit Stalllaterne als Reminiszenz an den bekanntesten Wolfacher Fasnetbrauch.

#### Nussschalenhansel

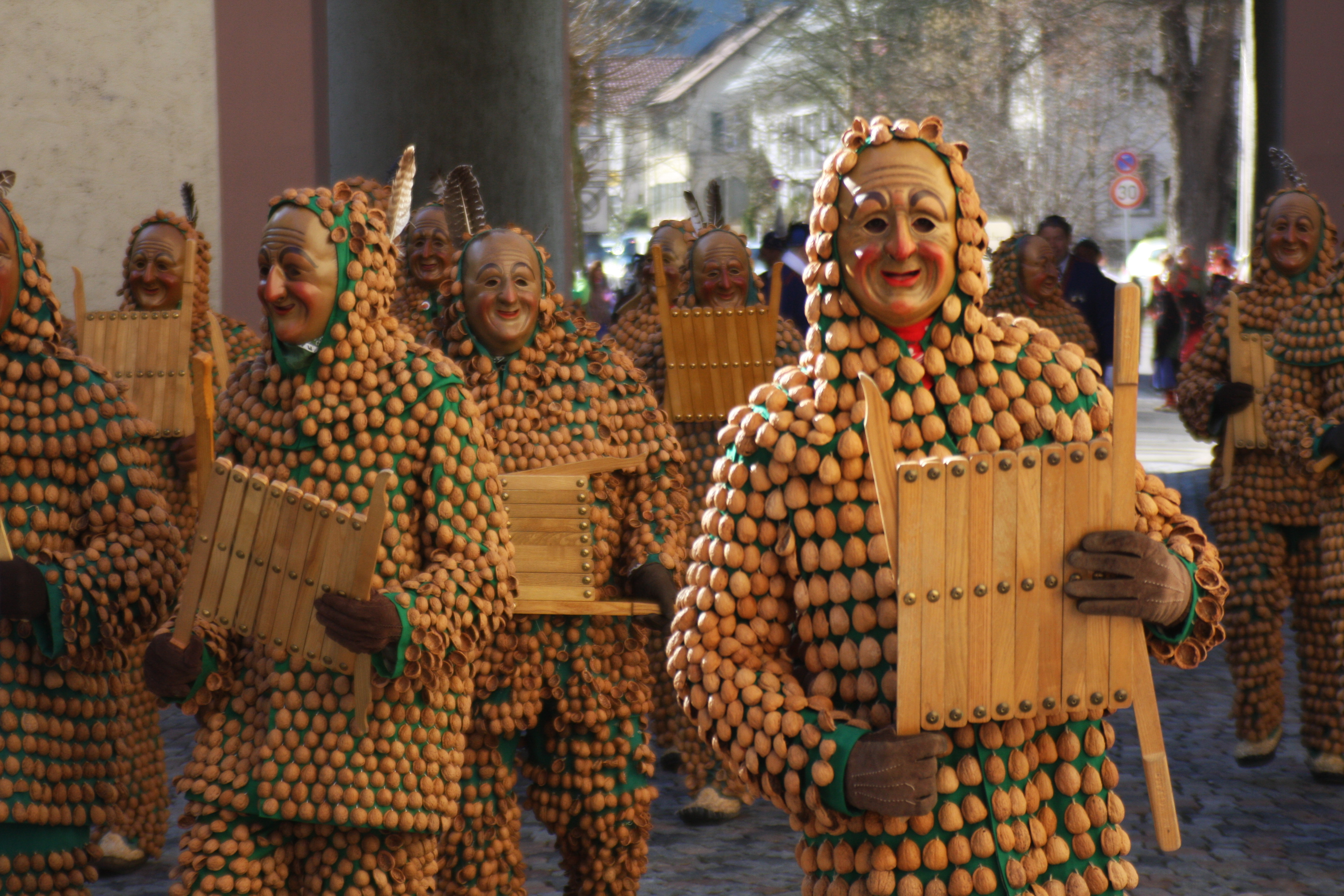
Nussschalenhansel mit Streckschere

Nach mündlicher Überlieferung gab es in Wolfach um 1850 einen Hansel mit Holzlarve und einem Häs aus grünem Stoff, das überall mit Nussschalenhälften benäht war. Auf Anregung von J. Krausbeck entstanden zur Fasnet 1960 erstmals wieder neue Nussschalenhansel, ausstaffiert mit Strohschuhen und einer Saubloder. Die den Kopf bedeckende Gugel ist zipfellos und mit einer Raubvogelfeder geschmückt. Eine Streckschere, von der es im Heimatmuseum ein altes Exemplar gibt, kam 1963 als Neckinstrument zur Ausstattung des Hansels dazu.

#### Mehlwurmhansel

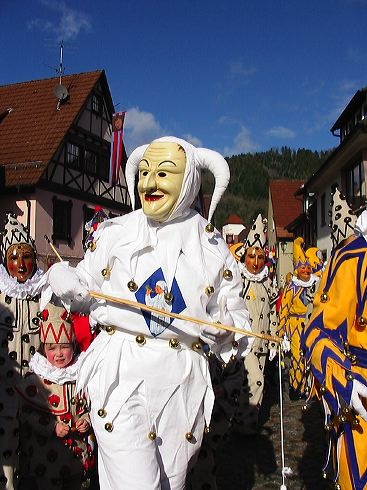
Mehlwurmhansel

Der ganz in Weiß gehaltene Mehlwurmhansel entstand für das 1885 aufgeführte Festspiel „Circus mit Clowns, Tieren und Akrobaten“. Eine Holzlarve trugen sie ursprünglich nicht, sondern rieben ihr Gesicht mit einer Speckschwarte ein und bliesen in eine Mehllade, fertig war die Schminke. 1987 wurde der Hansel leicht modifiziert.

#### Röslehansel

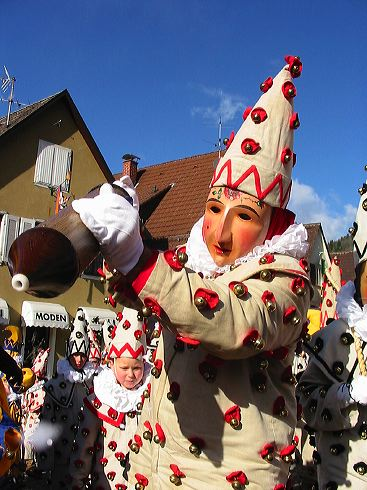
Roter Röslehansel mit Konfettispritze

In der Narrenkammer der Familie Krausbeck haben sich Teile eines roten Röslehansels aus dem 19. Jahrhundert erhalten. Sie dienten 1962 als Vorbild für die Neugestaltung dieser höfischen Narrenfigur, die an der Fasnet 1963 erstmals wieder öffentlich auftrat und deren Leinengewand und Strohschuhe mit roten Rosetten aus Stoff geziert sind, in deren Mitte eine Schelle sitzt.
Im Gegensatz zu früher findet sich in den Spritzen der Rösle, wie der Hansel kurz genannt wird, kein Wasser mehr, sondern Konfetti.

#### Streifenhansel
Die Wiederbelebung des Streifenhansels, der bis zum Ersten Weltkrieg sehr beliebt war, begann 1976 zunächst über die Einzelfigur des Gullerreiters. Als Vorbild diente ein alter Hansel aus der Zeit um 1865 aus gestreiftem Barchent. Ab 1981 entstanden dann weitere Exemplare dieses Typs, dessen Farben nicht genormt sind; er trägt schwarze Halbschuhe und passend zu den jeweiligen Streifen zwei verschiedenfarbige Kniestrümpfe. Eine Saubloder dient ihm als Neckinstrument. Die Larven nach einem alten Vorbild im Heimatmuseum weisen als Besonderheit einen gemalten Schnurrbart sowie eine geschnitzte Zahnreihe auf.

#### Spättlehansel
Der Spättlehansel, dessen Häs mit vielen hundert Spättle benäht ist, war bis zum Ersten Weltkrieg recht beliebt, verschwand dann aber von der närrischen Bildfläche. 1996 wurde der Hansel wiederbelebt. Die verschiedenen Farben der etwa 1000 Stoffspättle entsprechen den Farben der anderen Wolfacher Hansel, die Ärmel und Strümpfe sind einfarbig rot, die Schuhe schwarz. Als Vorbild für die Larve diente eine Blechlarve mit beweglichem Unterkiefer aus dem Heimatmuseum.

#### Alde Rungunkeln und Müller
Der Begriff Rungunkel ist ein weit verbreiteter Spott- und Scherzname für alte Weiber. 1958 entstand nach einer längeren Entwicklungszeit eine Holzlarve und das Häs der Rungunkeln. Sie tragen einen Peter aus kleingemustertem Stoff, der hinten in Anlehnung an die Fürstenberger Tracht abgerundet ist, dunkle Handschuhe, eine blau gestreifte oder karierte Schürze, einen dunklen Rock, eine weiße Spitzenunterhose, schwarz-rot geringelte Wollsocken und Strohschuhe sowie gemäß dem Fasnetspruch einen großen hölzernen Kochlöffel.
Die Rungunkeln nehmen seit 1965 in Erinnerung an Bredelins Spiel eine fahrbare Altweibermühle bei den Fasnetumzügen mit.